# Rezerwat biosfery Ñacuñán
Rezerwat biosfery Ñacuñán – argentyński rezerwat biosfery leżący w prowincji Mendoza. Ma powierzchnię 12 271 ha. Utworzony został w roku 1986. Od roku 2008 uznawany jest także za ostoję ptaków IBA.
Słowo ñacuñán oznacza „zagubiony jastrząb”. W latach 30. XX wieku następowała wycinka drzew Prosopis flexuosa; na terenie rezerwatu miała wtedy miejsce zamiana jego drewna na węgiel drzewny.

## Warunki naturalne
Powierzchnię parku pokrywają półpustynne obszary trawiaste, zakrzewiony step oraz matorral. Rezerwat obejmuje także zadrzewienia. Średnia roczna temperatura wynosi 15,6 °C, zaś średnia roczna suma opadów 333,6 mm. Zakres odnotowanych temperatur od −13 do 42,5 °C. Różnice temperatur w ciągu doby wynoszą średnio 16,2 °C. W tym rejonie wiosna i lato trwają od października do marca. Wtedy też występuje 78% opadów, choć październik jest już stosunkowo suchy. Występują wydmy o wysokości do 30 m, zorientowane w kierunku NW–SE. Gleba jest piaszczysta i mulista, ma barwę czerwonobrązową. Wody gruntowe występują do poniżej 70 m od poziomu gleby.

## Administracja
Park liczy powierzchnię 12 271 ha (122,71 km²). Z tego na poszczególne części składają się:
- strefa rdzenna (centralna): 3255 ha
- strefa buforowa: 2298 ha
- strefa tranzytowa: 6718 ha

W roku 2009 w miejscowości Ñacuñán, leżącej na terenie parku, znajdowało się 20 domów i 78 mieszkańców; w roku 1999 było ich ponad 80.

## Flora

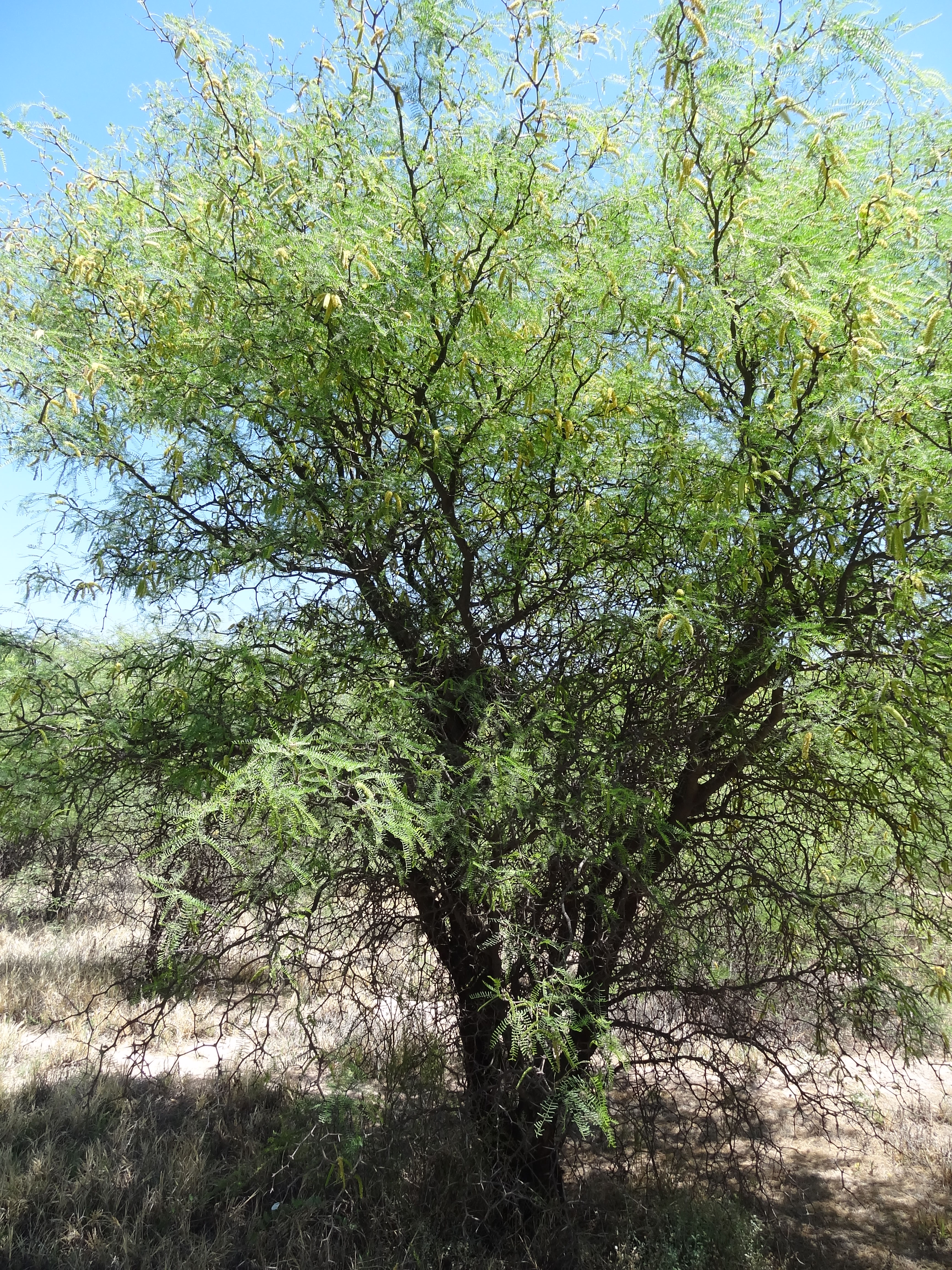
Prosopis flexuosa przeważa w zalesionej części parku

W części stepowej i pokrytej matorralem dominują Prosopis flexuosa, Geoffroea decorticans, Larrea divaricata i Larrea cuneifolia. W części zalesionej, pokrywającej łagodne stoki, dominuje P. flexuosa. W skupieniach krzewów przeważają Atriplex lampa, Verbena aspera, Lycium chilensis, Atamisquea enarginata i Ephedra triandra. Z roślin zielnych występują między innymi Pappophorum caespitosum, Digitaria californica oraz Setaria leucophila.
Obszary piaszczyste porasta L. divaricata, zaś wydmy głównie trawa Aristida mendocina. Ponadto tylko na wydmach występują trawy Panicum urvilleanum, Solanum euacanthum i Hyalis argentea oraz inne: przedstawiciel psiankowatych – Nicotiana petunioides, a także szarłatowatych – Gomphrena martiana. Trawy stanowią jednak 25–50% warstwy roślin zielnych, są to między innymi licznie spotykane Pappophorum, Digitaria californica, Trichloris crinita, Aristida, Sporobolus cryptandrus i Setaria leucopila.
Do częstych krzewów należy także Ximenia americana. Do dwuliściennych na terenie parku przynależą także Chenopodium papulosum, Phacelia artemisioides, Sphaeralcea miniata, Parthenium hysterophorus, Glandularia mendocina i rodzaj Descurainia.

## Fauna

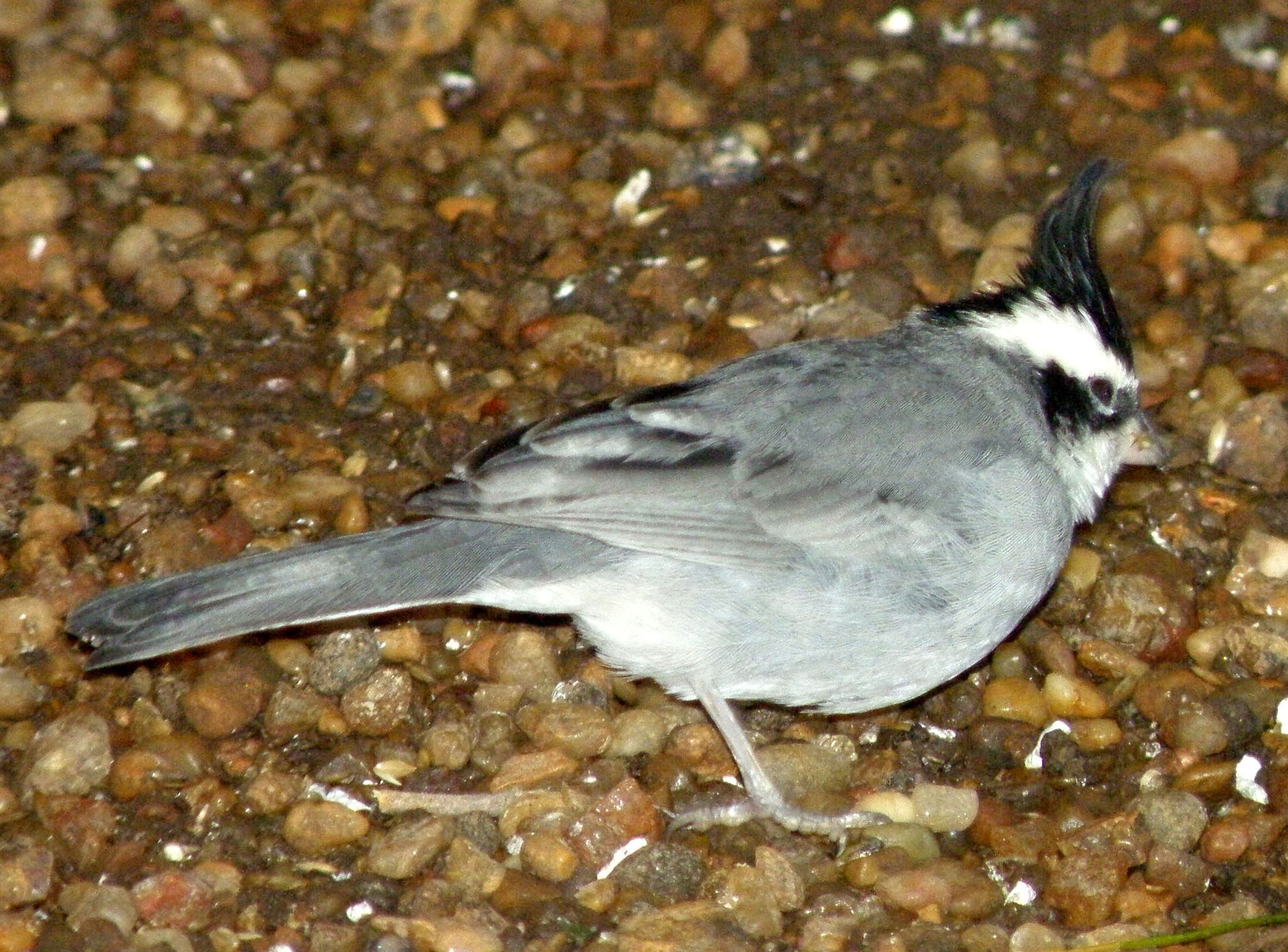
szarzynek maskowy (Lophospingus pusillus)

Ze ssaków występują np. lis argentyński (Pseudalopex griseus), puma (Puma concolor) oraz gwanako andyjskie (Lama guanicoe). Z gadów wymienić można żółwia chilijskiego (Geochelone chilensis) oraz boa dusiciela (Boa constrictor).
W 2008 roku BirdLife International wyznaczyło na terenie rezerwatu IBA. Gatunkami, które zaważyły o tej decyzji są: zagrożona urubitinga czubata (Harpyhaliaetus coronatus), narażone nandu szare (Rhea americana) oraz gatunki najmniejszej troski: wdowik argentyński (Knipolegus hudsoni), dzierzbotyran mały (Agriornis murinus), mniszek czarnołbisty (Xolmis coronatus), krytonos czubaty (Rhinocrypta lanceolata), krytonos piaskowy (Teledromas fuscus), piaskownik zaroślowy (Tarphonomus certhioides), górochruściak okopcony (Phrygilus carbonarius), szarzynek maskowy (Lophospingus pusillus), czywik ozdobny (Poospiza ornata) oraz czakonik (Saltatricula multicolor).